# Andrevaldo de Jesus Santos
Andrevaldo de Jesus Santos, oder einfach Valdo (* 10. Februar 1992 in Lagarto), ist ein brasilianischer Fußballspieler.

## Karriere
Valdo erlernte das Fußballspielen in der Jugendmannschaft vom AD Confiança in Aracaju im brasilianischen Bundesstaat Sergipe. Hier unterschrieb er 2011 auch seinen ersten Profivertrag. 2012 wurde er an Botafogo FC (PB), 2013 an Araripina FC ausgeliehen. Bei beiden Clubs kam er jedoch nicht zum Einsatz. Mit Confianca gewann er 2014 und 2015 die Staatsmeisterschaft von Sergipe. Für AD Confianca stand er 90-mal auf dem Spielfeld. 2016 wechselte er zum Ceará SC nach Fortaleza, der Hauptstadt des  Bundesstaates Ceará. 2017 und 2018 gewann er die Staatsmeisterschaft von Ceará, 2019 wurde er Zweiter. Nach 110 Spielen wechselte er 2020 nach Asien. Hier unterschrieb er einen Vertrag in Japan bei Shimizu S-Pulse. Der Verein aus Shimizu spielt ein der höchsten Liga des Landes, der J1 League. Am Ende der Saison 2022 musste er mit dem Verein als Tabellenvorletzter in die zweite Liga absteigen. Nach dem Abstieg und 70 Erstligaspielen verließ er den Verein und schloss sich zu Beginn der Saison 2023 dem Zweitligisten V-Varen Nagasaki an. Hier stand er zwei Spielzeiten unter Vertrag und bestritt 23 Ligaspiele. Im Januar 2025 kehrte er wieder in seine Heimat zurück. Hier schloss er sich dem Zweitligisten Paysandu SC in Belém an.

## Erfolge
Ceará SC
- Staatsmeister von Ceará: 2017, 2018

AD Confiança
- Staatsmeister von Sergipe: 2014, 2015